# Летка
Летка (рум. Letca) — село у повіті Селаж в Румунії. Адміністративний центр комуни Летка.
Село розташоване на відстані 381 км на північний захід від Бухареста, 34 км на північний схід від Залеу, 62 км на північ від Клуж-Напоки.

## Населення
За даними перепису населення 2002 року у селі проживали 610 осіб. Рідною мовою 609 осіб (99,8%) назвали румунську.
Національний склад населення села:
| Національність | Кількість осіб | Відсоток |
| -------------- | -------------- | -------- |
| румуни         | 582            | 95,4%    |
| цигани         | 26             | 4,3%     |